# Gemeinde (Frankreich)

Gemeindeanzahl nach Département (2011)

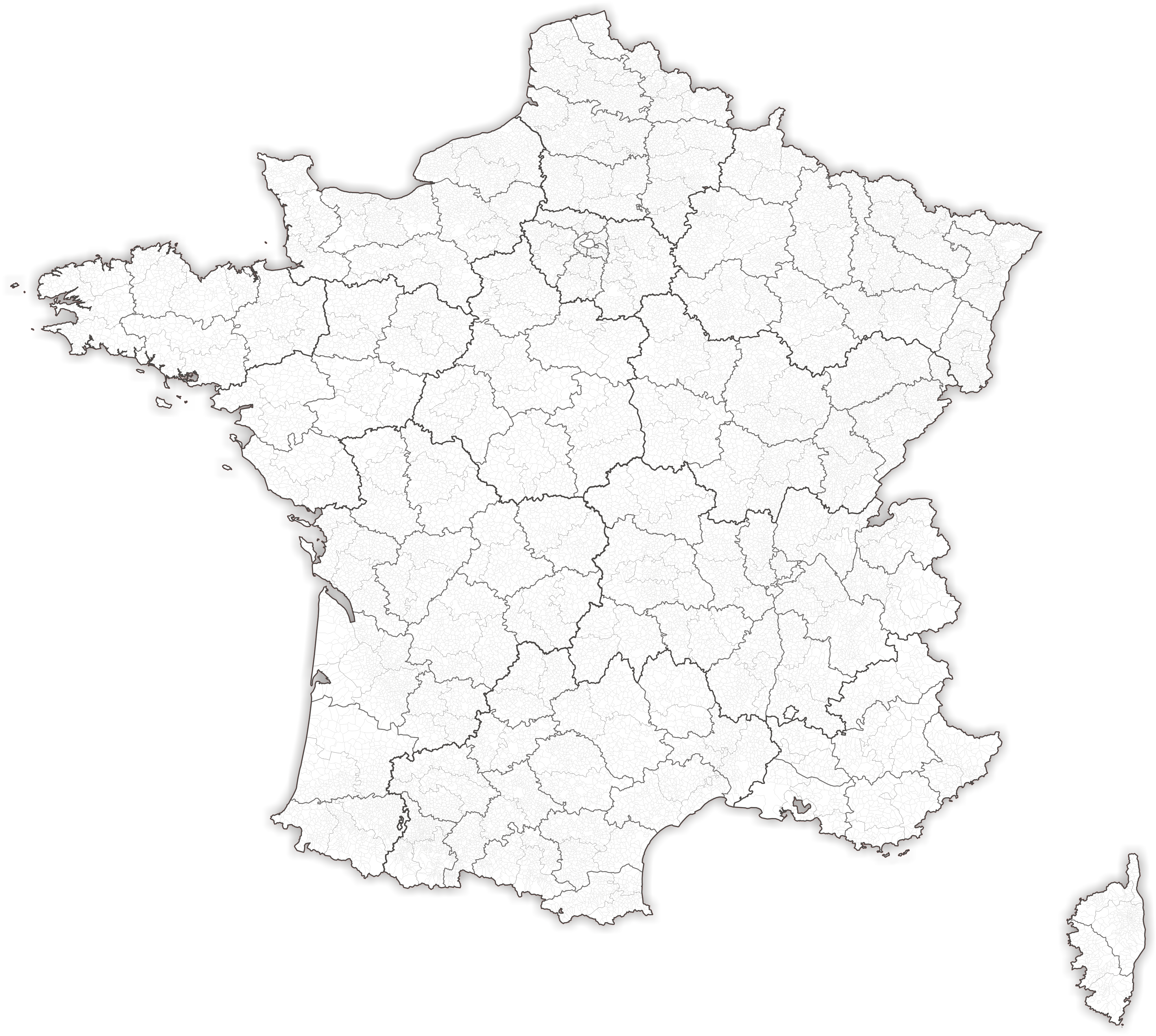
Alle Gemeinden Frankreichs als Gesamtkarte (ohne Außengebiete) Stand 2019

In Frankreich stellen die Gemeinden (französisch communes, Singular commune) unterhalb der Regionen und Départements die unterste Ebene der Collectivités territoriales (Gebietskörperschaften) dar, ähnlich den Gemeinden in Deutschland, in Österreich oder den politischen Gemeinden der Schweiz. Insgesamt gibt es auf französischem Staatsgebiet 34.955 Gemeinden (Stand: 1. Januar 2022). Die meisten Gemeinden bestehen aus einem Hauptort und mehreren Nachbardörfern, Weilern (hameaux) und Einzelgehöften.

## Territoriale Gliederung
Die Selbstverwaltung der Gemeinden ist unabhängig von den übergeordneten Gebietskörperschaften – den 18 Regionen und 101 Départements – und der administrativen Untergliederung der Départements in 333 Arrondissements. Eine Sonderstellung hat die Stadt Paris, die gleichzeitig eine Gemeinde und ein Département ist.
Alle Gemeinden des französischen Mutterlandes sind vollständig Teil einer Region, eines Départements und – mit Ausnahme von Paris – eines Arrondissements des betreffenden Départements.
Die Gemeinden Paris, Lyon und Marseille sind in Arrondissements gegliedert, die die Funktion von Stadtbezirken haben und nicht mit den Arrondissements der Départements zu verwechseln sind.
Neben dem Mutterland und den fünf Übersee-Départements sind auch die meisten anderen Überseegebiete in Gemeinden gegliedert. Ausnahmen bilden lediglich Wallis und Futuna, das sich aus drei auf lokalen Traditionen beruhenden Königreichen (royaumes coutumiers) zusammensetzt, die ihrerseits in 36 Dörfer gegliedert sind, Saint-Barthélemy und Saint-Martin sowie die Gebiete ohne ständige Einwohner (Französische Süd- und Antarktisgebiete und Clipperton-Insel), die keine lokalen Gebietskörperschaften besitzen.
Im Jahr 2013 gab es auf französischem Staatsgebiet insgesamt 36.681 Gemeinden, davon 36.552 im europäischen Frankreich und 129 in den Überseegebieten. Stand 2017 beträgt die Gesamtzahl der Gemeinden 35.416. Die heutige Anzahl der selbständigen Gemeinden ist in Frankreich im Vergleich zu anderen Ländern sehr hoch, da in den letzten 200 Jahren keine systematische Gemeindereform stattgefunden hat.
Innerhalb einiger Gemeinden gibt es noch Communes associées (etwa: „assoziierte Gemeinden“ oder „Teilgemeinden“), insgesamt 730 zum Stand von 2006. Es sind ehemals selbständige Gemeinden, die noch eine begrenzte Eigenständigkeit innerhalb der neuen Gemeinde haben.
In der statistischen Gebietseinteilung von Eurostat entsprechen die französischen Gemeinden (ebenso wie die deutschen) der Ebene LAU 2. Die Gemeinden sind durch INSEE-Codes eindeutig identifiziert.

## Geschichte
Die Gemeinden entstanden aus den Städten und Kirchspielen des Ancien Régime und wurden 1789 nach der Französischen Revolution institutionalisiert. 1884 erhielten sie durch Gesetz über die Wahl des conseil municipal weitgehende Autonomie.

## Organe der Gemeinde
Jede Gemeinde verfügt über einen Gemeinderat (Conseil municipal), dessen Mitglieder in direkter Wahl bestimmt werden. Dieser wählt aus seinen Reihen den Bürgermeister (maire) und dessen Beigeordnete (Adjoint au maire). Der Bürgermeister ist Träger der Exekutivgewalt, vertritt die Gemeinde nach außen und verwaltet das Budget.

## Gemeindeverbände
Benachbarte Gemeinden können sich zu einem Gemeindeverband zusammenschließen, der in Frankreich je nach Größe und Status als Communauté urbaine, Communauté d’agglomération oder Communauté de communes bezeichnet wird. Ihr Oberbegriff ist Établissement public de coopération intercommunale. Im Jahr 2004 gab es in Frankreich 14 Communautés urbaines mit zusammen mehr als 6 Millionen Einwohnern, 155 Communautés d’agglomération mit zusammen mehr als 19 Millionen Einwohnern und 2.286 Communautés de communes mit zusammen fast 24 Millionen Einwohnern.